# 危機
危機（きき）とは、安全、経済、政治、社会、環境等の面で、個人、組織、コミュニティ、もしくは社会全体に対して不安定かつ危険な状況をもたらす、もしくはもたらしかねない突発的な出来事のことである。英語のクライシス（crisis / 複数形: crises）は、ギリシア語の「クリシス」（κρίσις）に由来している。 

## 危機の定義
危機とは、a) 家族、経済、社会等複雑なシステムにおいて、b) 機能が低下し、c) 即時的な決断が必要とされるが、d) 機能低下の原因が判っていない状態と定義される。以上 a) から d) を以下に詳述する。
a) 複雑なシステムで発生する – 単純なシステムでは危機にはならない。例えば、道徳的価値や経済的、政治的な危機はあり得るが、自動車危機というのはあり得ない。
b) 機能の低下 - システムの機能は低下するものの停止するわけではなく、機能し続けてはいる。
c) 即時的な決断が必要 - システムのさらなる崩壊を食い止めるための決断を急ぐ必要がある。
d) 原因が判らない - 原因が多数あるか未知であるため、状況を好転させるために合理的な、既知の情報に基づいた決断を下すことができない。
危機を定義付ける特徴はいくつかある。シーガー、セルナウ、およびアルマーの説によると、危機は4つの特徴を持った、「組織の高優先度の目標に対して、高レベルの不確定要素および脅威（もしくは脅威と感じられるもの）を生み出す、特定の、想定外の、そして非日常の出来事もしくはその連続」であるとされている。従って、危機を定義付ける最初の3つの特徴としては、ある出来事が、
1. 想定外である。
2. 不確定要素を生み出す。
3. 重要な目標に対して脅威となると見られる。

ということになる。
これに対し、ベネットは「危機とは、古いシステムがもはや維持し得なくなったところでの移行の過程である。」と反論している。従って、危機を定義付ける4つ目の要素は、変化の必要性ということになる。変化が必要でない場合は、その出来事は失敗と呼んだほうがより正確である。
その性質上予知することのできない、火山の噴火や津波等の自然災害を除けば、人間が直面する危機の多くは人間によって造り出されるものである。それ故、危機の特徴の1つである「想定外であること」の根源は、危機的状況の凶兆に気づくことのできなかった人間に帰せられる。人間が危機的状況の凶兆を危機に陥る前に気づけなくしている要因のいくつかは、人間の感情に対して救いや保護をもたらす、拒否等の心理的な反応にある。
危機の凶兆に気づけない別の理由としては、人間は誤った理由によって何かをしていると信じ込むという「ひっかけ」に遭いやすくなるということが挙げられる。換言すれば、人間は正当な理由で誤ったことをしてしまうということである。例えば、人間は気候に実影響を与えない経済活動に携わることで、気候変動の脅威を解決していると信じてしまうこともあり得る。ミトロフおよびシルバーズは、こうした類の過誤に対する2つの理由を仮定し、タイプ3（不注意）およびタイプ4（故意）に分類している。
行動の結果に対する注意の欠如が、結果として危機を引き起こすこともある。この観点から人間は、難局の真の原因を理解しないとやがては下降線をたどり続けかねないということを学ぶこともある。
しかし一方で、危機とは「転機」と言う解釈も存在する。山本（2000）
キャプラン,G（1960-1968）は、その過程の介入の試みに拠っては、結果的に良い結果をもたらすか、逆の結果をもたらすか達成には相違が生じるとしている。

## 経済危機
経済危機とは急速に訪れる深刻な不況のことであり、恐慌とも呼ばれる。経済危機は金融危機や通貨危機など、細分化されて呼ばれることもある。歴史上には1929年の世界恐慌をはじめ、1971年のドル・ショック、1973年および1979年の石油危機、1992年のポンド危機、1997-98年のアジア通貨危機、2007年に始まった世界金融危機などの例がある。
経済危機は個人に対しても危機的な悪影響を及ぼし得る。経済危機に伴う雇用の激減で失業すれば、収入を得ることができなくなり、衣食住に困るようになったり、健康保険に加入できなくなることによって安価に十分な医療を受けることができなくなったりと、直接的に健康に悪影響を及ぼし得る。また厚生年金に加入できなくなることにより、将来的な収入の減少にもつながる。さらに、社会や他人との接点が減り、一日の起きている時間の大部分を無為に過ごすことによって、自信の喪失やうつ病の原因にもなり得る。

## 環境危機
環境に関する危機としては、環境災害、自然災害、種の絶滅の危機などが挙げられる。

### 環境災害
環境災害とは、人間の活動による生態系の変化が広範囲もしくは長期間にわたった結果として起こる災害である。後述の自然災害と混同されやすいが、こちらはあくまでも人間が引き起こす災害である。動物（人間を含む）や植物の死滅、移住を余儀なくされるほど深刻な人間の生活の混乱などがここに含まれる。

### 自然災害
自然災害とは、火山の噴火、地震、津波、地すべり、台風等、潜在的であった自然界の危険の活動が活発化した結果として、人間の活動に影響を与えることである。これに計画の不備や適切な危機管理の欠如といった人間側の脆弱性が重なると、経済的、構造的、そして人命の損失につながる。損失の大きさは災害の起こる場所の人口規模や復興力によって異なる。このことから、自然災害は自然界の危険と人間側の脆弱性が重なり合ったときに起こると言える。自然界の危険は人間側の脆弱性無しには自然災害にはつながらない。例えば、人間が全く住んでいない場所で強い地震が起きても、それは自然災害にはならない。

### 危機に瀕する種
危機に瀕する種とは、個体数の減少、もしくは環境や捕食関係の変化による生存への脅威によって、絶滅の危険性が高まっている種のことである。国際自然保護連合（IUCN）は、2016年の調査で、地球上に存在する82,954種のうち23,928種（29%）が、絶滅が危惧される種であるとしている。
また、分類学上の種ではないが、似たような意味で「危機」という語を用いる例として、危機に瀕する言語（危機言語）というものがある。これは、話者数の著しい減少によって、消滅が危惧される言語を指している。国際連合教育科学文化機関（UNESCO）によると、2012年時点で世界には約6,000の言語が存在しているが、そのうちの約半数は消滅の危険にさらされている。

## 国際危機
国際関係における危機とは、国家間の緊張や不安が高まり、脅威が感じられ、暴力的な展開が予想され、何らかのアクションを取ることによって広範囲に影響が及び得ると信じられている状態であると、大雑把に定義することができる。
マイケル・ブレチャーは、国際危機行動プロジェクト（International Crisis Behavior, ICB）のケーススタディーに基づいて、国家が絡んだ場合の危機を定義する別の方法を提案し、当事国の最高レベルの意思決定者が下記に示すような懸念を抱えている状態であるとした。
1. 同時、もしくは直後に、戦闘状態に巻き込まれる確率が高いこと、および
2. 外的な価値の脅威に対応する時間が限られていることを思い知らされることによる、
3. 基本的な価値に対する脅威

## 歴史における危機一覧
- 2000年以降のヨーロッパの危機状況と不安（英語版）

現在進行形の危機
- 新冷戦による第三次世界大戦の勃発
- クリミア危機
- ウクライナ危機
- イエメン危機
- ロシア・ウクライナ危機
- 2022年ロシア財政危機
- ペルシャ湾危機（英語版）
- 2022年-2023年北コソボ危機（英語版）
- 2021年北コソボ危機（英語版）
- 2011年-2013年北コソボ危機（英語版）
- 世界的エネルギー危機

解決した危機
- キューバ危機
- スエズ危機
- 2017年北朝鮮危機
- アジア通貨危機
- ポンド危機
- ロシア財政危機
- 世界金融危機
- サブプライム住宅ローン危機
- 韓国通貨危機
- 2010年欧州ソブリン危機
- 2010年ギリシャ経済危機
- エジプト危機
- 1946年イラン危機
- 1958年レバノン危機
- アデン危機
- プレシェヴォ渓谷危機
- 北コソボ危機
- ペレヒル島危機
- 湾岸危機
- 冷戦時における第三次世界大戦
- テキサス州電力危機
- イラク戦争の人道危機
- 2021年-2022年アルメニア・アゼルバイジャンの衝突危機
- 2019年-2022年ペルシャ湾危機